# Galesburg (Kansas)
Pour les articles homonymes, voir Galesburg.
Galesburg est une municipalité américaine située dans le comté de Neosho au Kansas. Lors du recensement de 2010, sa population est de 126 habitants.

## Géographie
Galesburg se trouve dans le sud-est du Kansas.
La municipalité s'étend en 2010 sur une superficie de 0,17 mille carré (0,44 km2).

## Histoire
Le bureau de poste de Galesburg ouvre en 1871, lorsqu'il est déplacé depuis le village de Rose Hill. La localité est nommée par des immigrés scandinaves originaires de Galesburg (Illinois).

## Démographie
Selon l'American Community Survey de 2018, 64 % de la population de Galesburg parle l'anglais à la maison contre 36 % pour l'espagnol. Bien que son revenu médian par foyer de 42 750 dollars soit largement inférieur à celui du Kansas (57 422 dollars) ou des États-Unis (60 293 dollars), Galesburg connaît un taux de pauvreté relativement faible de 7,2 % contre 12 % dans l'État et 11,8 % à l'échelle nationale,.